# 良妃 (康熙帝)
良妃（りょうひ、康熙元年（1662年） - 康熙50年11月20日（1711年12月29日）は康煕帝の妃嬪。姓は覺禅氏（後に伊爾根覚羅氏に改姓）。漢姓は衛氏または魏氏。本名は双姐。内管領・阿布鼐の娘。当初は正黄旗包衣第三参領第二管領の下人だったが、雍正期に正黄旗包衣第一参領第二管領へと改編され、その後、満洲正藍旗の所属となった。しかし、再び元の旗に戻され、正黄旗包衣辛者庫（下級宮廷労働者）の戸籍に再編された。

## 生涯
康熙元年（1662年）に生まれる。
康熙14年（1675年）12月5日、当時14歳だった衛氏は内務府の選秀で選ばれ、12月13日に烏雅氏(後の孝恭仁皇后)や万琉哈氏(後の定妃)を含む7名の秀女とともに入宮したとされる。
一方、孝懿仁皇后佟佳氏の祭文には「賢を進めんと志し、荇を慎重に選び取る」という言葉があり、彼女が六宮（後宮全体）を管理していた際に、才色兼備の宮女を妃嬪として選んでいたことがわかり、良妃も宮女から康熙帝の寵愛を受けた、もしくは佟佳氏の推薦を受けた可能性がある。
衛氏が入宮後、官女子（低位の女官）を務めたか、また康熙帝にどのようにして後宮の主位として迎えられたかは不明である。

### 皇八子・允禩（胤禩）の生母となる
康熙20年（1681年）2月10日未の刻（午後1～3時）、第八皇子允禩（胤禩）を出産。允禩は幼少期、恵妃那拉氏に養育され、二人は深い関係を築いた。允禩が「鷹殺し事件」で康熙帝から厳しく叱責された際、恵妃は康熙帝と激しく言い争い、その様子は地方の総督・巡撫の間でも噂になるほどだった。
実際、康熙帝の多くの皇子は幼少期を惠妃がいる延禧宮で過ごし、ある程度成長すると佟皇后がいる景仁宮に移るのが通例だった。これは、惠妃が年長で幼児の世話に適していたこと、また佟皇后が准嫡母として学齢期の皇子の教育に適していたためと考えられる。
康熙28年12月、内務府は新たに嬪に封じられた2人（衛氏と皇十三子・允祥の生母章佳氏）のために内管領（宮廷管理職）を派遣したが、当時の冊封制度が未整備だったため、康熙三十九年（1700年）以前には正式に「嬪」として冊封されていなかったと推測される。

### 康熙帝からの待遇と允禩の出世
康熙35年（1696年）三月、允禩は康熙帝に従い、ガルダン討伐に参加。随行した皇子の中で唯一、康熙帝の御営に留まることを許された。
康熙37年（1698年）3月、允禩は多羅貝勒（ベイレ）に封じられ、当時封号を得た最年少皇子の中となった。
康熙39年（1700年）12月17日、康熙帝は佟氏（佟佳氏）を貴妃、瓜爾佳氏を和嬪、そして衛氏を良嬪に冊封。

### 康熙帝による侮辱と良妃の死
康熙四十八年（1709年）正月、康熙帝は臣下に向けた詔で次のように述べた。
```
「允禩は罪人であり、その母も身分が低い者だった。
朕は元々、彼女を宮廷から追放し、誰かに与えるつもりだった。
しかし、允禩が何度も懇願したため、しぶしぶ宮中に留めた。
今となっては、彼女を手放した方がよかった
[
2
]
。」
```

このような屈辱を受け、良妃は深く傷つき、また允禩と康熙帝の対立が決定的になっていたことを悟った。彼女は息子の将来に負担をかけたくないと考え、治療や薬を拒否し、自ら死を選んだ。
康熙50年（1711年）11月2o日、死去。死の直前に良妃の位を授けられた。
允禩は母の死を深く悲しみ、百日経っても支えられなければ歩けないほどだった。
康熙51年春、寧波天童寺の偉載超乗禅師が安国寺の住持となる。これは良妃が生前、允禩に託した願いだった。
康熙52年（1713年）2月17日、良妃の遺体は景陵妃園寝に葬られた。

### 遺された影響
康熙53年（1714年）11月、康熙帝が塞外巡幸の際、允禩は良妃の墓参りを終えた直後に鷹を献上した。しかし、その鷹は瀕死の状態であり、これを見た康熙帝は激怒した。
1936年の北平特別市政府の記録によると、北京の安国寺は嘉慶年間に建立され、良妃の神位を祀るための家廟として使用されていた。

## 参考資料
- 『清聖祖実録』
- 『清史稿』
- 『欽定八旗通志』